# Osmo Jussila
Osmo Tapio Jussila, född den 14 mars 1938 i Haukipudas, död den 15 mars 2019, var en finländsk historiker.
Jussila blev fil.lic. 1968. Jussila var 1980-83 biträdande professor i politisk historia vid Helsingfors universitet och innehade en personlig och e.o. professur i ämnet 1983-2001. Under hans ledning inleddes i slutet av 1980-talet ett stort forskningsprojekt om storfurstendömets förvaltningshistoria. Projektet resulterade i en imponerande skriftserie som vittnade om ett perspektivskifte i forskningsupplägget. Jussila behandlade alltså i sin forskning främst rysk-finländska relationer. Suomen tie 1944-1948 är en granskning av det finländska kommunistpartiets agerande under efterkrigsåren. 
År 1988 utnämndes han till ledamot av Finska Vetenskapsakademien.

## Utmärkelser
- Riddartecknet av I klass av Finlands Vita Ros’ orden,  16 februari 1990[2]
- Ryska vänskapsorden,  21 februari 2010[3]

[Redigera Wikidata]